# Mount Hagen
Mount Hagen é a capital da província do Planalto Ocidental, na Papua-Nova Guiné.